# Liste der Nummer-eins-Country-Alben in den USA (2017)
Dies ist eine Liste der Nummer-eins-Alben in den von Billboard ermittelten Verkaufscharts für Country-Alben in den USA im Jahr 2017. In diesem Jahr gab es neunundzwanzig Nummer-eins-Alben.

| ← 2016 ← | Liste der Nummer-eins-Country-Alben in den USA | Liste der Nummer-eins-Country-Alben in den USA | Liste der Nummer-eins-Country-Alben in den USA | 2018 →                    |
| \| Zeitraum \| Wo. ges. \| Interpret \| Titel \| Zusätzliche Informationen \| \| (Zeitraum, Wochen auf Platz eins, Interpret, Titel, zusätzliche Informationen) \| \| \| \| \| \| ------------------------------------------------------------------------------ \| -------- \| --------------------------- \| ---------------------------------------------- \| ------------------------- \| \| 31. Dezember 2016 – 20. Januar 2017 3 Wochen (insgesamt 3) \| 3 \| Garth Brooks \| The Ultimate Collection[1] \| — \| \| 21. Januar 2017 – 17. Februar 2017 4 Wochen (insgesamt 29) \| 29 \| Chris Stapleton \| Traveller[2] \| — \| \| 18. Februar 2017 – 24. Februar 2017 1 Woche (insgesamt 1) \| 1 \| Brantley Gilbert \| The Devil Don't Sleep[3] \| — \| \| 25. Februar 2017 – 10. März 2017 2 Wochen (insgesamt 2) \| 2 \| Reba McEntire \| Sing It Now: Songs of Faith & Hope[4] \| — \| \| 11. März 2017 – 17. März 2017 1 Woche (insgesamt 1) \| 1 \| Alison Krauss \| Windy City[5] \| — \| \| 18. März 2017 – 31. März 2017 2 Wochen (insgesamt 2) \| 2 \| Little Big Town \| The Breaker[6] \| — \| \| 1. April 2017 – 7. April 2017 1 Woche (insgesamt 1) \| 1 \| Josh Turner \| Deep South[7] \| — \| \| 8. April 2017 – 14. April 2017 1 Woche (insgesamt 2) \| 2 \| Keith Urban \| Ripcord[8] \| — \| \| 15. April 2017 – 21. April 2017 1 Woche (insgesamt 1) \| 1 \| RaeLynn \| WildHorse[9] \| — \| \| 22. April 2017 – 28. April 2017 1 Woche (insgesamt 3) \| 3 \| Miranda Lambert \| The Weight of These Wings[10] \| — \| \| 29. April 2017 – 12. Mai 2017 2 Wochen (insgesamt 4) \| 4 \| Keith Urban \| Ripcord \| — \| \| 13. Mai 2017 – 19. Mai 2017 1 Woche (insgesamt 1) \| 1 \| Brad Paisley \| Love and War[11] \| — \| \| 20. Mai 2017 – 26. Mai 2017 1 Woche (insgesamt 1) \| 1 \| Willie Nelson \| God's Problem Child[12] \| — \| \| 27. Mai 2017 – 2. Juni 2017 1 Woche (insgesamt 1) \| 1 \| Chris Stapleton \| From A Room: Volume 1[13] \| — \| \| 3. Juni 2017 – 9. Juni 2017 1 Woche (insgesamt 1) \| 1 \| Zac Brown Band \| Welcome Home[14] \| — \| \| 10. Juni 2017 – 23. Juni 2017 2 Wochen (insgesamt 3) \| 3 \| Chris Stapleton \| From A Room: Volume 1 \| — \| \| 24. Juni 2017 – 30. Juni 2017 1 Woche (insgesamt 1) \| 1 \| Luke Combs \| This One's for You[15] \| — \| \| 1. Juli 2017 – 7. Juli 2017 1 Woche (insgesamt 1) \| 1 \| Lady Antebellum \| Heart Break[16] \| — \| \| 8. Juli 2017 – 14. Juli 2017 1 Woche (insgesamt 1) \| 1 \| Jason Isbell & the 400 Unit \| The Nashville Sound[17] \| — \| \| 15. Juli 2017 – 18. August 2017 5 Wochen (insgesamt 8) \| 8 \| Chris Stapleton \| From A Room: Volume 1 \| — \| \| 19. August 2017 – 25. August 2017 1 Woche (insgesamt 29) \| 29 \| Chris Stapleton \| Traveller \| — \| \| 26. August 2017 – 1. September 2017 1 Woche (insgesamt 1) \| 1 \| Brett Eldredge \| Brett Eldredge[18] \| — \| \| 2. September 2017 – 15. September 2017 2 Wochen (insgesamt 3) \| 3 \| Luke Combs \| This One's for You \| — \| \| 16. September 2017 – 22. September 2017 1 Woche (insgesamt 1) \| 1 \| Old Dominion \| Happy Endings[19] \| — \| \| 23. September 2017 – 29. September 2017 1 Woche (insgesamt 3) \| 3 \| Luke Combs \| This One's for You \| — \| \| 30. September 2017 – 20. Oktober 2017 3 Wochen (insgesamt 3) \| 3 \| Thomas Rhett \| Life Changes[20] \| — \| \| 21. Oktober 2017 – 27. Oktober 2017 1 Woche (insgesamt 1) \| 1 \| Shania Twain \| Now[21] \| — \| \| 28. Oktober 2017 – 3. November 2017 1 Woche (insgesamt 1) \| 1 \| Kane Brown \| Kane Brown[22] \| — \| \| 4. November 2017 – 10. November 2017 1 Woche (insgesamt 1) \| 1 \| Jessie James Decker \| Southern Girl City Lights[23] \| — \| \| 11. November 2017 – 17. November 2017 1 Woche (insgesamt 1) \| 1 \| Chris Young \| Losing Sleep[24] \| — \| \| 18. November 2017 – 24. November 2017 1 Woche (insgesamt 1) \| 1 \| Kenny Chesney \| Live in No Shoes Nation[25] \| — \| \| 25. November 2017 – 1. Dezember 2017 1 Woche (insgesamt 1) \| 1 \| Blake Shelton \| Texoma Shore[26] \| — \| \| 2. Dezember 2017 – 8. November 2017 49 Wochen (insgesamt 2) \| 2 \| Kenny Chesney \| Live in No Shoes Nation \| — \| \| 9. Dezember 2017 – 15. Dezember 2017 1 Woche (insgesamt 1) \| 1 \| Tim McGraw & Faith Hill \| The Rest of Our Life[27] \| — \| \| 16. Dezember 2017 – 22. Dezember 2017 1 Woche (insgesamt 1) \| 1 \| Garth Brooks \| The Anthology Part I: The First Five Years[28] \| — \| \| 23. Dezember 2017 – 29. Dezember 2017 1 Woche (insgesamt 1) \| 1 \| Chris Stapleton \| From A Room: Volume 2[29] \| — \| |                                                |                                                |                                                |                           |
| ← 2016 |                                                |                                                |                                                | → 2018 →                  |
| Zeitraum | Wo. ges.                                       | Interpret                                      | Titel                                          | Zusätzliche Informationen |
| (Zeitraum, Wochen auf Platz eins, Interpret, Titel, zusätzliche Informationen) |                                                |                                                |                                                |                           |
| 31. Dezember 2016 – 20. Januar 2017 3 Wochen (insgesamt 3) | 3                                              | Garth Brooks                                   | The Ultimate Collection                        | —                         |
| 21. Januar 2017 – 17. Februar 2017 4 Wochen (insgesamt 29) | 29                                             | Chris Stapleton                                | Traveller                                      | —                         |
| 18. Februar 2017 – 24. Februar 2017 1 Woche (insgesamt 1) | 1                                              | Brantley Gilbert                               | The Devil Don't Sleep                          | —                         |
| 25. Februar 2017 – 10. März 2017 2 Wochen (insgesamt 2) | 2                                              | Reba McEntire                                  | Sing It Now: Songs of Faith & Hope             | —                         |
| 11. März 2017 – 17. März 2017 1 Woche (insgesamt 1) | 1                                              | Alison Krauss                                  | Windy City                                     | —                         |
| 18. März 2017 – 31. März 2017 2 Wochen (insgesamt 2) | 2                                              | Little Big Town                                | The Breaker                                    | —                         |
| 1. April 2017 – 7. April 2017 1 Woche (insgesamt 1) | 1                                              | Josh Turner                                    | Deep South                                     | —                         |
| 8. April 2017 – 14. April 2017 1 Woche (insgesamt 2) | 2                                              | Keith Urban                                    | Ripcord                                        | —                         |
| 15. April 2017 – 21. April 2017 1 Woche (insgesamt 1) | 1                                              | RaeLynn                                        | WildHorse                                      | —                         |
| 22. April 2017 – 28. April 2017 1 Woche (insgesamt 3) | 3                                              | Miranda Lambert                                | The Weight of These Wings                      | —                         |
| 29. April 2017 – 12. Mai 2017 2 Wochen (insgesamt 4) | 4                                              | Keith Urban                                    | Ripcord                                        | —                         |
| 13. Mai 2017 – 19. Mai 2017 1 Woche (insgesamt 1) | 1                                              | Brad Paisley                                   | Love and War                                   | —                         |
| 20. Mai 2017 – 26. Mai 2017 1 Woche (insgesamt 1) | 1                                              | Willie Nelson                                  | God's Problem Child                            | —                         |
| 27. Mai 2017 – 2. Juni 2017 1 Woche (insgesamt 1) | 1                                              | Chris Stapleton                                | From A Room: Volume 1                          | —                         |
| 3. Juni 2017 – 9. Juni 2017 1 Woche (insgesamt 1) | 1                                              | Zac Brown Band                                 | Welcome Home                                   | —                         |
| 10. Juni 2017 – 23. Juni 2017 2 Wochen (insgesamt 3) | 3                                              | Chris Stapleton                                | From A Room: Volume 1                          | —                         |
| 24. Juni 2017 – 30. Juni 2017 1 Woche (insgesamt 1) | 1                                              | Luke Combs                                     | This One's for You                             | —                         |
| 1. Juli 2017 – 7. Juli 2017 1 Woche (insgesamt 1) | 1                                              | Lady Antebellum                                | Heart Break                                    | —                         |
| 8. Juli 2017 – 14. Juli 2017 1 Woche (insgesamt 1) | 1                                              | Jason Isbell & the 400 Unit                    | The Nashville Sound                            | —                         |
| 15. Juli 2017 – 18. August 2017 5 Wochen (insgesamt 8) | 8                                              | Chris Stapleton                                | From A Room: Volume 1                          | —                         |
| 19. August 2017 – 25. August 2017 1 Woche (insgesamt 29) | 29                                             | Chris Stapleton                                | Traveller                                      | —                         |
| 26. August 2017 – 1. September 2017 1 Woche (insgesamt 1) | 1                                              | Brett Eldredge                                 | Brett Eldredge                                 | —                         |
| 2. September 2017 – 15. September 2017 2 Wochen (insgesamt 3) | 3                                              | Luke Combs                                     | This One's for You                             | —                         |
| 16. September 2017 – 22. September 2017 1 Woche (insgesamt 1) | 1                                              | Old Dominion                                   | Happy Endings                                  | —                         |
| 23. September 2017 – 29. September 2017 1 Woche (insgesamt 3) | 3                                              | Luke Combs                                     | This One's for You                             | —                         |
| 30. September 2017 – 20. Oktober 2017 3 Wochen (insgesamt 3) | 3                                              | Thomas Rhett                                   | Life Changes                                   | —                         |
| 21. Oktober 2017 – 27. Oktober 2017 1 Woche (insgesamt 1) | 1                                              | Shania Twain                                   | Now                                            | —                         |
| 28. Oktober 2017 – 3. November 2017 1 Woche (insgesamt 1) | 1                                              | Kane Brown                                     | Kane Brown                                     | —                         |
| 4. November 2017 – 10. November 2017 1 Woche (insgesamt 1) | 1                                              | Jessie James Decker                            | Southern Girl City Lights                      | —                         |
| 11. November 2017 – 17. November 2017 1 Woche (insgesamt 1) | 1                                              | Chris Young                                    | Losing Sleep                                   | —                         |
| 18. November 2017 – 24. November 2017 1 Woche (insgesamt 1) | 1                                              | Kenny Chesney                                  | Live in No Shoes Nation                        | —                         |
| 25. November 2017 – 1. Dezember 2017 1 Woche (insgesamt 1) | 1                                              | Blake Shelton                                  | Texoma Shore                                   | —                         |
| 2. Dezember 2017 – 8. November 2017 49 Wochen (insgesamt 2) | 2                                              | Kenny Chesney                                  | Live in No Shoes Nation                        | —                         |
| 9. Dezember 2017 – 15. Dezember 2017 1 Woche (insgesamt 1) | 1                                              | Tim McGraw & Faith Hill                        | The Rest of Our Life                           | —                         |
| 16. Dezember 2017 – 22. Dezember 2017 1 Woche (insgesamt 1) | 1                                              | Garth Brooks                                   | The Anthology Part I: The First Five Years     | —                         |
| 23. Dezember 2017 – 29. Dezember 2017 1 Woche (insgesamt 1) | 1                                              | Chris Stapleton                                | From A Room: Volume 2                          | —                         |